# Cfdisk
Cfdisk – program komputerowy działający w środowisku Linux, będący programem narzędziowym przydatnym przy partycjonowaniu dysku zapisanego w oparciu o strukturę MBR. Spełnia te same funkcje co fdisk, lecz wyposażony jest w interfejs oparty na bibliotece curses. Główne różnice w zachowaniu to odmienne traktowanie kolejności wpisów w tablicy partycji.
Do obsługi dysków twardych zapisanych przy użyciu struktury GPT należy używać programów cgdisk lub gdisk.